# 4963 Kanroku
4963 Kanroku este un asteroid din centura principală, descoperit pe 18 februarie 1977 de Hiroki Kosai și Kiichiro Hurukawa.